# Basanti Devi (écologiste)
Basanti Devi est une écologiste indienne. Elle se préoccupe de la préservation des arbres dans l'Uttarakhand. Elle reçoit, en 2016, le prix Nari Shakti Puraskar (en français : Prix du pouvoir des femmes).

### Note
- (en) Cet article est partiellement ou en totalité issu de l’article de Wikipédia en anglais intitulé « Basanti Devi (environmentalist) » (voir la liste des auteurs).